# Darxon
Darxon war eine Heavy-Metal-Band aus Dortmund (ursprünglich Bochum), die 1983 gegründet und mehrfach neu formiert wurde. Zuletzt erfolgte eine Umbenennung in Noxrad (Darxon rückwärts). Offiziell pausiert diese Band momentan.

## Geschichte
Der Gitarrist Markus Szart und der Bassist Peter Schmidt riefen 1983 in Bochum Darxon ins Leben, nachdem sie Massimo de Matteis, mit sowohl italienischen als auch holländischen Wurzeln als Sänger gewinnen konnten und sich mit dem 17-jährigen Schlagzeuger Dominik Hülshorst komplettiert hatten. Die vier Musiker aus dem Ruhrgebiet schickten ein Demoband an das Bochumer Label Wishbone Records. Da die Heavy-Metal-Welle gerade heran gerollt und der Markt noch nicht mit Bands überspült war, erhielten sie umgehend einen Plattenvertrag und wurden im Frühjahr 1984 ins Studio geschickt. Das einzige Manko war, dass in die LP-Produktion nur wenig Geld investiert wurde. Der Schnellschuss erschien schon kurz darauf und hieß Killed in Action. Ihre Feuertaufe auf der Bühne absolvierten sie beim „Heavy-Metal-Battle“ im Hamburger „Logo“, anschließend bespielten sie ihre Heimatregion Nordrhein-Westfalen sowie die Musikhochburgen Hamburg und Berlin. 1985 folgte die EP Tokyo.
Im Winter 1985 wurde Darxon von Massimo de Matteis runderneuert. Neben ihm, der als einziger Verbliebener nun der Bandboss war, bildeten Michael „Micky“ Hebestadt (Gitarre), Thomas „Bodo“ Smuszynski (Bass) und Ingo Plass (Schlagzeug) die neue Formation. Im Sommer 1986 wurde außerdem der Stormwind verlassende Wolfgang „Wolla“ Böhm als zweiter Gitarrist hinzu genommen. Diese Besetzung nahm die Single Holding On auf. Als weiteren Schritt nach vorne eröffnete Darxon im September 1986 für Vengeance in der Zeche Bochum.
Danach trennte sich die Band vom Indie-Label Wishbone und unterschrieb einen vom Manager Willi Wrede eingefädelten Kontrakt mit dem größeren Offenbacher Label Rockport Records. Hier erfuhr die Band ein hohes Maß an Unterstützung, die sich in einer großangelegten Werbekampagne äußerte, die aus einer Promotiontour mit täglichen Interviews in Zeitungsredaktionen oder Radiostudios, Autogrammstunden und einem Videodreh (Heartbreaker) bestand. 300 Exemplare der Single Holding On wurden nun als Werbeartikel eingesetzt. Tatsächlich verzeichnete Darxon daraufhin verstärktes Airplay. Es begannen intensive Vorbereitungen in Bezug auf das Nachfolge-Album, das den Arbeitstitel „Love Conquers Them All“ trug, letztlich aber No Thrills betitelt wurde. Für die Produktion konnte der Accept-Gitarrist Jörg Fischer gewonnen werden.
Am 26. Juni 1987 lud die Band zu einer Abschlussparty ins Studio ein, bei der die Gäste animiert wurden, einen fulminanten Chor zu bilden und das als „Darxon-Hymne“ bezeichnete We Rock the Nation (Cat Bizz) zu untermalen. Auf die Fertigstellung sollte im März 1988 eine Europatour folgen. Es fand zwar tatsächlich eine Tournee (mit Zed Yago) statt, sie umfasste aber nur zwölf Termine in Deutschland. Der betriebene Aufwand hatte „auf dem mittlerweile total übersättigten Markt“ keinen nachhaltigen Erfolg erbracht.
Ingo Plass traf nach dieser Tour die Entscheidung, sich ausschließlich seinem Studium zu widmen. Später schloss er sich in London den Exil-Deutschen von der Sleaze-Band Crash n’ Burn an. Michael Hebestadt wechselte zu einer in Essen ansässigen Band namens Nero über. Thomas Smuszynski sprang ebenfalls ab, wobei er mit U.D.O. bei der prominentesten Band unterkam. Massimo de Matteis verließ Darxon nicht, sondern wurde wegen seines Soloprojektes quasi freigestellt. Später widmete er sich der Komposition von Film- und Musicalmusik. Wolfgang Böhm, der die Führungsrolle übernommen hatte, beabsichtigte mit Stormwind-Musikern Darxon neu zu formieren. Die Besetzung des zweiten Halbjahres 1988 und ersten Halbjahres 1989 lautete: Klaus Lemm (Ex-Stormwind; Gesang), Böhm (Gitarre), Jens Frank (Gitarre), Jochen Fünders (Ex-Holy-Moses; Bass) und Herbert Dreger (Ex-Holy-Moses; Schlagzeug). Länger blieb sie nicht zusammen und eine Zeitlang existierte die Band Darxon nicht. Von einer geplanten Platte gibt es nur einen Rough Mix.
Rockport Records sah den Vertrag noch nicht als erfüllt an und machte bei Darxons Wiederauferstehung 1990 alte Ansprüche geltend, denn als neue Labelheimat hatte man Mausoleum Records ausgesucht. Als die rechtlichen Hürden überwunden waren, präsentierte Sänger de Matteis seine neuen Mitstreiter, nämlich Frank Dielewski (Gitarre), Thomas Thanscheidt (Gitarre), Ingo „Pink“ Geiger (Bass) und Jan Yildiral (Ex-Steeler; Schlagzeug). Die bei diversen Betätigungen kennengelernten Musiker waren noch in andere Projekte involviert und verkörperten folglich nicht mehr das Bild einer klassischen Bandeinheit. Kurz danach wurde das Gelsenkirchener Rash Studio für eine erste Produktionsperiode angemietet. Im Sommer 1991 wurden weitere Studioaufenthalte gebucht. In diesem Jahr beteiligte sich die Band zudem am German Rock Project und dessen Charity-Single Let Love Conquer the World. Auf dem 1992 nachgeschobenen Allstar-Album der deutschen Metalszene platzierte Darxon das von Dielewski und de Matteis geschriebene Lied Waiting for Your Heart.
Ende Oktober 1991 war die langwierige Arbeit am eigenen Album abgeschlossen und wurde der führenden Metalpresse vorgestellt. Im Frühjahr 1992 kam Shout! in den Handel. Wieder trennten sich die Wege der (ohnehin losen) Mitglieder. Yildiral zum Beispiel ist Diplom-Betriebswirt für Touristik und machte sich mit einem Reisebüro in Herne selbstständig, während de Matteis Anwalt für Urheber- und Medienrecht wurde.
Unter der Leitung von Jens Frank entstand Anfang 2006 ein Darxon-Ableger, der sich nach einigem Namenswirrwarr Noxrad nannte und nur Liveauftritte absolvierte. Ihm gehören neben Frank noch das ehemalige Mitglied Jochen Fünders sowie der Sänger Conny Beck an. Am Schlagzug half zunächst Patrick Fa aus, ehe in Thilo Voiss ein fester Schlagzeuger gefunden wurde. Momentan pausiert die Gruppe.

## Stil

### Musik
Der Musikexpress beschrieb den Musikstil des Debüts als schlichten, stark traditionell ausgerichteten Hardrock mit „kleinen, originellen Einfällen“ und an ZZ Top erinnernden Boogie-Momenten. Im Metal Hammer beschrieb man ihn als „schnörkellosen, gradlinigen Hardrock“. In seinem Buch The Collector’s Guide of Heavy Metal Volume 2: The Eighties zog Popoff bei dem Album Killed in Action einen Vergleich zu Krokus. Das Album sei in einer Zeit erschienen, die stark durch Accept geprägt worden sei und man könne die Musik von Darxon mögen, man müsse es aber auch nicht. Auf Tokyo habe sich die Band leicht verbessert. Man höre zwar immer noch Parallelen zu Krokus heraus, jedoch seien neue Einflüsse wie Axewitch, Highway Chile, Keen Hue und Gravestone hinzugekommen. Über die EP schrieb Jens Schmiedeberg im Metal Hammer, sie beinhalte „Power-Songs“, einer „schleppend“, einer „mittelschwer“, einer „geschwindig“, einer „melodisch“.
Die mit Holding On debütierende Besetzung wurde im Metal Hammer in die Kategorie Ratt/Dokken eingeordnet. Wenig später beschrieb Uwe Lerch die live dargebotenen neuen Stücke im Crash als „posig-treibende Melodic-Songs“. Vom fertigen Album hieß es im Metal Hammer, es sei intelligent arrangiert, dabei stets eingängig. Gitarrentechnisch reiche das Spektrum von „simpel“ (Heartbreaker) bis „kompliziert“ (Hungry for Love), gesangstechnisch sei es zwiespältig, wobei die Ballade Don't Give Up ein positiver Gegenpart zu den verkorksten Passagen sei. Im Musikexpress erhielt es das Prädikat „flüssiger Metal-Rock“, der sich nach Los-Angeles-Herkunft anhört. Bei Götz Kühnemund las es sich im Metal Hammer/Crash wieder ambivalenter: „Party-Metal mit simplen Arrangements und eingängigen Refrains“. Auffällig sei die „Verarbeitung sämtlicher Rock'n'Roll-Klischees“.
Bezüglich Shout! meinte Burkhard Schröder im Metal Hammer, es läge eine „gekonnte Mischung aus Druck und Melodie“ vor, deren Schwachpunkte die Refrainwiederholung und eine Riff-Ähnlichkeit sei. Jens Reimnitz (Horror Infernal) resümierte, das Album sei „Hard Rock mit eingängigen Melodien, einfachen Riffs, aber gelegentlicher impulsiver Härte“, wie er im Jahre 1984 modern gewesen sei. Ute Linhart stellte im Heavy, oder was!? heraus, dass einem Block „Midtempo-Rocker“ ein weiterer mit „flott-wuchtigen“ Liedern folge, abgeteilt durch Waiting for Your Heart, einer „Schnulze, wie es banaler nimmer geht“. Dem Musikexpress zufolge komme „[d]ie geistige Verwandtschaft mit Bands wie AC/DC, Mötley Crüe oder Great White“ in den mit „purer Power“ erzeugten „zehn kompakten Songs“ zum Ausdruck. Im Metal Hammer vom Mai 1992 wurde eine Assoziation aus dem Musikexpress von 1988 aufgegriffen, indem gesagt wurde, Darxon stehe in „der Tradition L.A.-formatierten Metals“.
Laut Eigenaussage aus dem Jahr 1984 liege Darxon stilistisch nahe bei Judas Priest, AC/DC, Gary Moore und Van Halen. 1987 nannte man Dokken, Queensrÿche, Judas Priest und Whitesnake als Einflüsse.

### Texte
Auf No Thrills reicht die Spannbreite vom Funtext im Comic-Katzen-Milieu (We Rock The Nation) bis zur Konsumkritik (No Thrills). Auf Shout! vorherrschend ist das Thema Orientierungslosigkeit und Frustration innerhalb der Gesellschaft aus wirtschaftlichen und politischen Gründen in der Nachwendezeit. De Matteis erklärte 1992, er wolle keine Traumbilder vom unbeschwerten Musikerleben, Partys und Drogen vorgaukeln. „Ich bin […] eher eurozentristisch orientiert, greife Probleme auf. Das hat für mich mehr Bezug zum Heavy Metal.“

## Diskografie
- 1984: Killed in Action (Album, Wishbone Records)
- 1985: Tokyo (EP, Wishbone Records)
- 1986: Holding On (Single, Wishbone Records/Project Records)
- 1987: No Thrills (Album, Rockport Records)
- 1992: Shout! (Album, Mausoleum Records)